# Мозг полковника Бархэма
«Мозг полковника Бархэма» (англ. The Outer Limits: The Brain of Colonel Barham) — телефильм, 15 серия 2 сезона телесериала «За гранью возможного» 1963—1965 годов. Режиссёр: Чарльз Хаас. В ролях — Грант Уильямс, Элизабет Перри, Энтони Эйсли, Дуглас Кеннеди, Пол Лукатер, Мартин Кослек.

## Вступление
Покуда мир становится всё более перенаселённым, великие державы стремятся завоевать другие планеты. Идёт гонка. Межпланетное море уже на картах; первая каравелла космоса уже в постройке. Кто доберётся первым? Кто станет новым Колумбом?

## Сюжет
Космическая гонка продолжается, и американские вооруженные силы стремятся первыми совершить успешную высадку на Марс. Но лучший кандидат на это дело, полковник Бархэм, умирает от неизлечимой болезни. Решено отделить его мозг от тела и соединить его с машинами, с визуальным и звуковым входом, для того, чтобы он осуществил свою миссию. Но без тела мозг Бархэма становится чрезвычайно сильным и в нём развивается мания величия.

## Заключительная фраза
Прогресс продолжается. Один эксперимент терпит неудачу, но даже из провала извлечены ценные уроки. Путь будет когда-нибудь найден, так или иначе. Как и всегда.